# Holzkirche Schönebeck

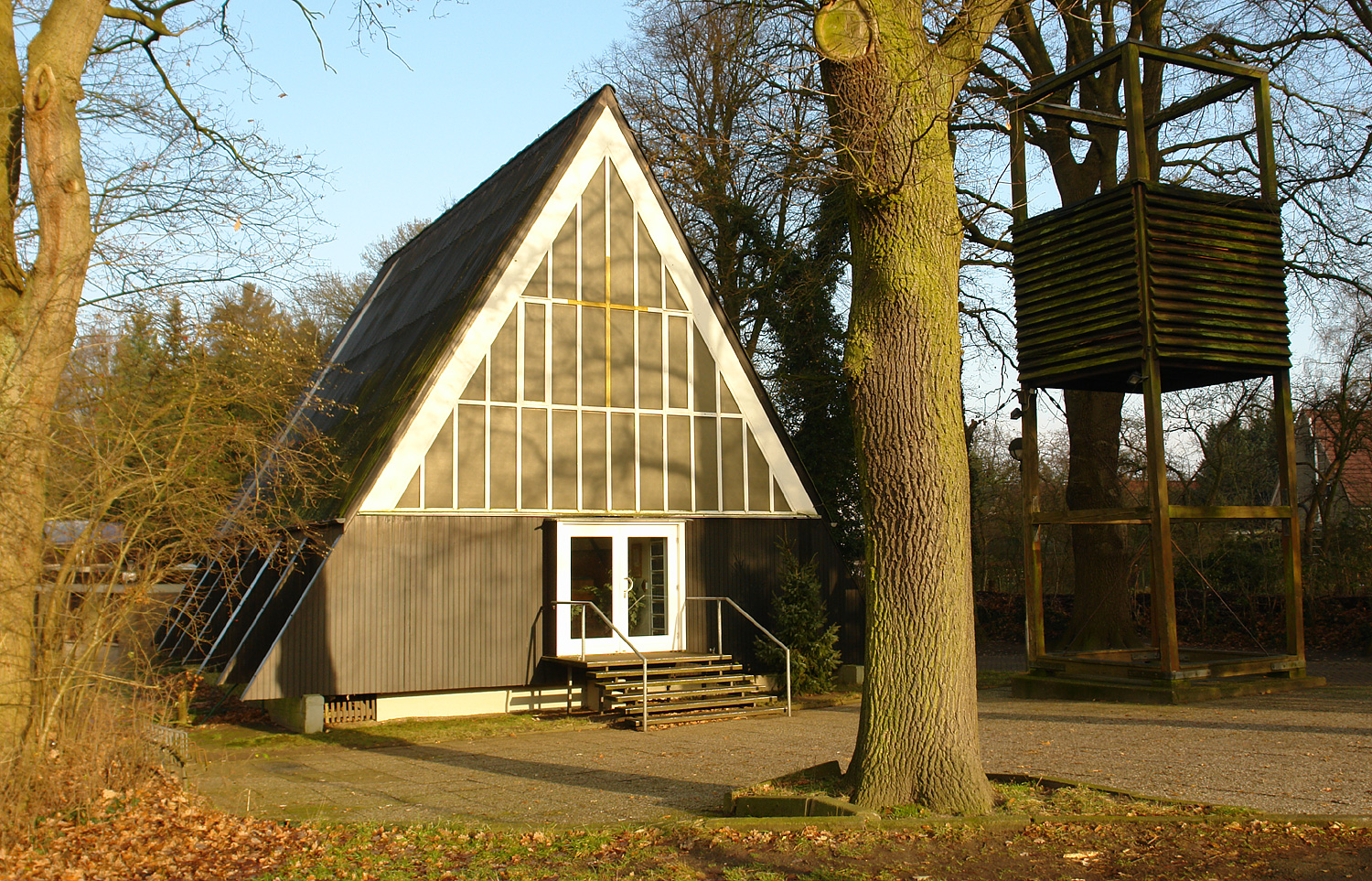
Holzkirche Schönebeck, rechts der freistehende hölzerne Glockenturm (2008)

Die Holzkirche Schönebeck (auch Schönebecker Holzkirche) war eine evangelisch-lutherische Kirche im Ortsteil Schönebeck in Bremen-Vegesack. Sie entstand 1964 als Notkirche und war eine Filialkirche der Kirchengemeinde St. Magni. Sie gehörte zur Bremischen Evangelischen Kirche (BEK). Am 4. Juni 2023 wurde sie in einem Gottesdienst entwidmet.
Das Kirchengebäude wurde als sogenannte „Montagekirche“ in Form einer mobilen Holzkirche errichtet und war ursprünglich nur für eine Nutzungsdauer von 40 Jahren ausgelegt. Von den in den 1960er Jahren in verschiedenen Neubaugebieten der Hansestadt errichteten Montagekirchen blieb sie als einzige bis 2024 erhalten.

## Geschichte
Während des Zweiten Weltkriegs wurden bei Luftangriffen auf Bremen große Teile der Stadt zerstört. In der Nachkriegszeit und besonders während des Wirtschaftsbooms („Wirtschaftswunder“) entstanden in der Bundesrepublik Deutschland zahlreiche Neubausiedlungen, so auch in Bremen. Anfang der 1960er Jahre war die damalige bremisch-niedersächsische Kirchengemeinde Lesum durch Neubaugebiete auf rund 28.000 Gemeindemitglieder (1962) angewachsen und damit so groß geworden, dass sie geteilt werden musste. 1965 wurden die Nordbremer Ortsteile St. Magnus und Schönebeck sowie die niedersächsischen Ortschaften Brundorf, Eggestedt, Leuchtenburg und Löhnhorst ein eigener Pfarrbezirk und es entstand die Gemeinde St. Magni.
Bereits 1964 war für die Bewohner der neu bezogenen Häuser in der Gartenstadt Schönebeck die Schönebecker Holzkirche errichtet worden. Eine Kirche aus dem Notkirchenprogramm der Bremischen Evangelischen Kirche (BEK) war für Schönebeck dringend nötig, weil hier 1964 gleichsam ein neuer Ortsteil entstanden war und der Neubau einer großen Kirche in St. Magnus erst noch in Planung war. Die Notkirche wurde auf dem Villengrundstück „Haus Hügel“ der BEK gebaut. Die BEK hatte das auf dem Feldberg in Schönebeck gelegene Anwesen 1951 von den Besitzern der Bremer Tauwerk-Fabrik F. Tecklenborg erworben, um die Villa für die Evangelische Jugend zu nutzen.
Bei der Planung der Notkirche für Schönebeck konnten die Kirchenbauherren auf damalige Entwürfe anderer westdeutscher Landeskirchen zurückgreifen. Der Düsseldorfer Architekt Helmut Duncker hatte Anfang der 1960er Jahre im Auftrage der Evangelischen Kirche im Rheinland den Typ einer schnell auf- und abzubauenden sogenannten Montagekirche entwickelt. Mit seinem Entwurf einer Kirche in Zeltform aus Holzfertigteilen hatte Duncker einen von der Rheinischen Landeskirche ausgeschriebenen Wettbewerb für eine Serien-Notkirche gewonnen. Die Kirchen wurden ab 1963 im Auftrag der Rheinischen Landeskirche produziert und kamen bei verschiedenen Mitgliedsgemeinden zum Einsatz, wie u. a. in Langenberg. Mehrere dieser Kirchen wurden später an einen anderen Standort umgesetzt. So wurde zum Beispiel eine zunächst in Bonn aufgebaute Montagekirche in den 1970er Jahren an die Kirchengemeinde in Ratingen verkauft und 1975 in Ratingen-Eggerscheidt eingeweiht.
Die von Duncker nach schwedischem Muster konzipierten Montagekirchen waren auch als „Schwedenkirchen“ bekannt. Auf Grundlage von Dunckers Typenentwurf wurden insgesamt fünf mobile Holzkirchen im Raum Bremen aufgestellt. Aufgrund der schnellen Montage eigneten sie sich besonders als Provisorien. Im Juni 1964 erteilte die Kirchenleitung den Auftrag für die Aufstellung einer „Kleinkirche“ nach dem Typenentwurf von Duncker in Schönebeck, mit dem Rohbau wurde der Bremer Architekt Hermann Brede beauftragt. Der Bau der Holzkirche Schönebeck dauerte nur wenige Wochen, die Kirche konnte im Dezember 1964 eingeweiht werden. 1965 wurde neben der Kirche ein hölzerner Glockenturm aufgestellt.
1967 folgte der Neubau der St.-Magni-Kirche im Ortsteil St. Magnus. Ursprünglich war die Schönebecker Holzkirche unter der Bedingung entstanden, dass sie nach Fertigstellung der Kirche St. Magni wieder abgebaut wird. Die Schönebecker demonstrierten dagegen und erreichten, dass die Holzkirche erhalten blieb.
Nachdem sich das gesamte Gemeindeleben mehr als ein Jahrzehnt in der relativ kleinen Holzkirche abspielte, wurde wegen des gestiegenen Raumbedarfs im Jahr 1975 in der Nachbarschaft der Kirche ein kleines Gemeindehaus aus Fertigbauteilen errichtet. Das anfangs rege genutzte Haus wurde in den 2010er Jahren wegen mangelnder Auslastung wieder aufgegeben und verkauft.
Die Holzkirche erfuhr neben üblichen Renovierungsarbeiten einige bauliche Ergänzungen und Veränderungen: Das ursprünglich aus asbesthaltigen Faserzementplatten bestehende Dach wurde erneuert, die Heizung wurde von Strom auf Gas umgestellt. Zudem wurden eine kleine Getränkeküche und ein barrierefreies WC eingebaut. Durch diese Veränderungen wurde die Zahl der Sitzplätze von ursprünglich 170 auf 120 verringert.
Seit 2013 befindet sich das Grundstück „Haus Hügel“ mitsamt der – dort langjährig von der BEK betriebenen und Ende 2010 eingestellten – Tagungsstätte und der Holzkirche im Besitz der Johanniter Seniorenhäuser GmbH, die auf dem Areal nach Abriss-  und Neubaumaßnahmen seit Anfang 2014 das stationäre Hospiz Lilge-Simon-Stift betreibt. Seither wurde die Holzkirche sowohl vom Stift als auch weiterhin von der evangelischen Kirchengemeinde St. Magni genutzt.
Das für eine Nutzungsdauer von 40 Jahren ausgelegte Gebäude war nach fast 60 Jahren so marode, dass eine Sanierung für die Bremische Evangelische Kirche nicht infrage kam; außerdem ist die Hauptkirche der Gemeinde nicht weit entfernt. Das entwidmete Gebäude soll nebst Glockenturm demontiert, aber die Glocke und das Inventar der Kirche erhalten werden. Das Lilge-Simon-Stift beabsichtigt, auf dem Platz der Kirche ein Gebäude mit einem Multifunktionsraum für Gedenkfeiern, Fortbildungen und öffentliche Veranstaltungen zu errichten.

## Kirchengebäude

### Lage
Die Holzkirche Schönebeck steht im Nordbremer Ortsteil Schönebeck am Feldberg 1, auf der gleichnamigen kleinen Anhöhe. Sie wurde im Gegensatz zur üblichen Ost-Ausrichtung von Kirchen in Nord-Süd-Richtung gebaut. Der Eingang befindet sich an der Südseite.

### Architektur

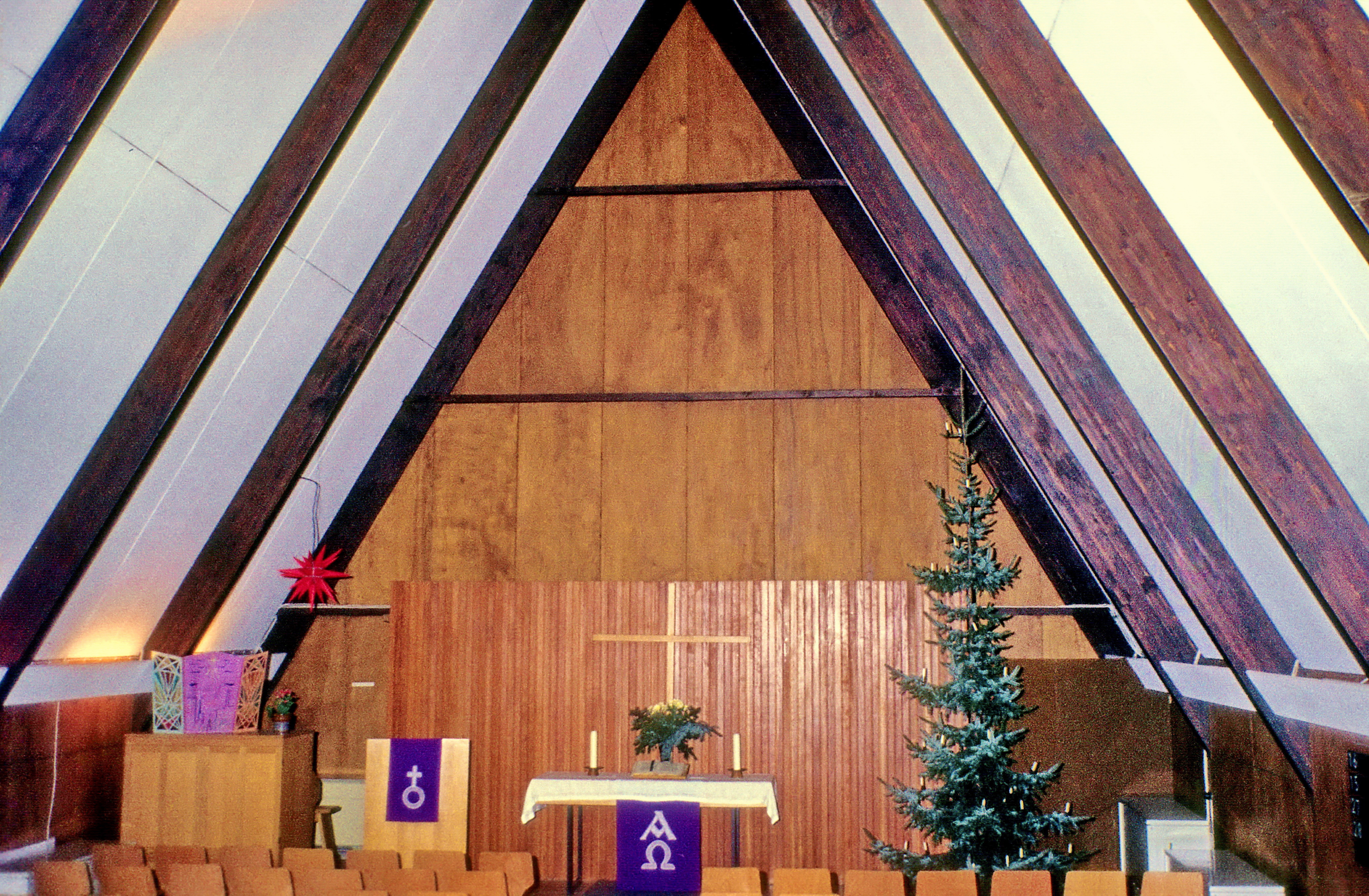
Ursprünglicher Innenraum der Kirche (vor 1993)

Das zeltförmige Kirchengebäude wurde als Nurdach-Konstruktion in Holzbauweise errichtet und besteht überwiegend aus Holz. Beim Giebel an der Eingangsseite ist das gesamte Giebeldreieck oberhalb der Eingangstür als Fensterfläche mit 13 vertikalen Unterteilungen und zwei horizontalen Unterteilungen ausgebildet, so dass sich hochformatige und entlang der Dachanschlüsse abgeschrägte Einzelglasflächen ergeben. Auf den sonst weiß gestrichenen Fensterprofilen aus Holz befindet sich an der Außenseite mittig ein abgesetztes, goldenes Kreuz.
Die Seitenwände und der dem Eingang gegenüberliegende Nordgiebel sind fensterlos. Im Innenraum sind diese Flächen wie zudem der Südgiebel links und rechts von der zweiflügeligen Eingangstür mit Holz verkleidet. Außen sind die Seitenwände und die fensterlosen Giebelflächen ebenfalls mit Holz verkleidet. Die Dachschrägen sind innen zwischen den sichtbaren Holz-Dachsparren mit Spanplatten verkleidet und hell gestrichen.
Im Jahr 1993 wurde im Innenraum an der Nordseite nachträglich eine weiße Altarwand eingezogen, um einen angemessenen Hintergrund für ein gestiftetes Altarkreuz zu schaffen.

### Glockenturm
Ende 1965 wurde neben der Kirche ein freistehender hölzerner Glockenturm („Campanile“) errichtet. Die Glockenstube wird von vier Holzpfeilern getragen und ist mit Schallbrettern und -lamellen verkleidet.
Im gleichen Jahr goss die Glockengießerei Otto in Bremen-Hemelingen für die Kirche eine Bronzeglocke mit dem Ton Oktav-cis, einem Durchmesser von 726 mm und einem Gewicht von 250 kg. Die Inschrift der Glocke lautet „Eins ist not“ nach dem gleichlautenden Liedanfang Nr. 386 im Evangelischen Gesangbuch mit dem biblischen Bezug zu Lukas 10,41–42 . Die Glockenweihe fand am 9. Januar 1966 im Anschluss an einen Gottesdienst durch die Pastoren Venske und Berger statt.

## Innenausstattung

### Bestuhlung
Die Kirche wurde bei der Einweihung mit den klassischen Holzklappstühlen SE 18 (mit Gesangbuchhalter) von Egon Eiermann ausgestattet, die bis heute genutzt werden.

### Altarkreuz
Im Jahr 1993 wurde für die Holzkirche ein großes Passionskreuz gestiftet. Es erhielt seinen Platz an der neu eingezogenen weißen Wand hinter dem Altar. Es besteht aus unregelmäßig geformten Terrakotta-Tafeln, auf denen Stationen des Leidensweges Christi in Reliefform dargestellt sind. Die Darstellung ist von unten nach oben zu lesen und beginnt unten mit der Fußwaschung Christi und endet oben mit der Auferstehung.
Das Kreuz wurde von der Künstlerin Susan Berber-Credner geschaffen.

### Orgel
Das anfangs in der Kirche stehende Harmonium wurde 1966 durch eine Continuo-Orgel ersetzt. Das Positiv stammt aus der Werkstatt von Alfred Führer und wurde von ihm mit 5 Registern und angehängtem Pedal gebaut. Die Disposition lautet wie folgt:
| Manual C–g3 |       |
| Gedackt     | 8′    |
| Rohrflöte   | 4′    |
| Prinzipal   | 2′    |
| Quinte      | 1 ⁄3′ |
| Scharf      | 2⁄3′  |